# جواد حردانی
جواد حردانی (زاده ۲ فروردین ۱۳۶۳) اهل اهواز پرتابگر تیم ملی دو و میدانی ایران و قهرمان پارالمپیک است.
عناوین بدست آورده 
سال ۲۰۰۴ پارالمپیک آتن در پرتاب دیسک
سال ۲۰۰۵ قهرمانی جهان ،آمریکا 
طلا پرتاب دیسک
نقره پرتاب نیزه
نقره پرتاب وزنه
سال ۲۰۰۶ بازیهای آسیایی مالزی 
طلا پرتاب دیسک
طلا پرتاب وزنه 
طلا پرتاب نیزه
سال ۲۰۰۷قهرمانی جهان هلند 
طلا پرتاب دیسک
برنز پرتاب نیزه
سال ۲۰۰۷قهرمانی جهان هلند 
طلا پرتاب دیسک
برنز پرتاب نیزه
سال ۲۰۰۸پارالمپیک پکن
طلا پرتاب دیسک
برنز پرتاب نیزه
سال ۲۰۱۳قهرمانی جهان تونس
طلا پرتاب وزنه
نقره پرتاب دیسک
سال ۲۰۱۴بازیهای آسیایی 
طلا پرتاب دیسک
سال ۲۰۱۶ پارالمپیک ریو برزیل
برنز پرتاب نیزه
سال ۲۰۱۷قهرمانی جهان لندن
نقره پرتاب وزنه
سال ۲۰۱۸بازیهای آسیایی
برنز پرتاب نیزه
سال ۲۰۰۹قهرمانی جهان تونس 
طلا پرتاب دیسک
نقره پرتاب نیزه
سال ۲۰۱۰بازیهای آسیایی چین 
مدال طلا پرتاب دیسک
مدال نقره پرتاب وزنه
سال ۲۰۱۱قهرمانی جهان نیوزلند 
نقره پرتاب دیسک 
برنز پرتاب وزنه
سال ۲۰۱۰قهرمانی جهان امارات
طلا پرتاب دیسک
سال ۲۰۱۲پارالمپیک لندن
طلا پرتاب دیسک
برنز پرتاب وزنه

## در پارالمپیک
در پارالمپیک ۲۰۰۸ پکن چین، با شکستن رکورد پارالمپیک در رشته پرتاب دیسک موفق به کسب گردنآویز طلا شد. در ۲۰۱۲ میلادی لندن نیز در ماده پرتاب وزنه به نشان برنز دست یافت در حالی که به گفته خودش، ماده تخصصی اش نبود. اما در ماده تخصصی اش پرتاب دیسک نشان طلا را بر گردن آویخت و یک بار دیگر حد نصاب جهان و پارالمپیک را بهبود بخشید.